# Édouard Vuillard

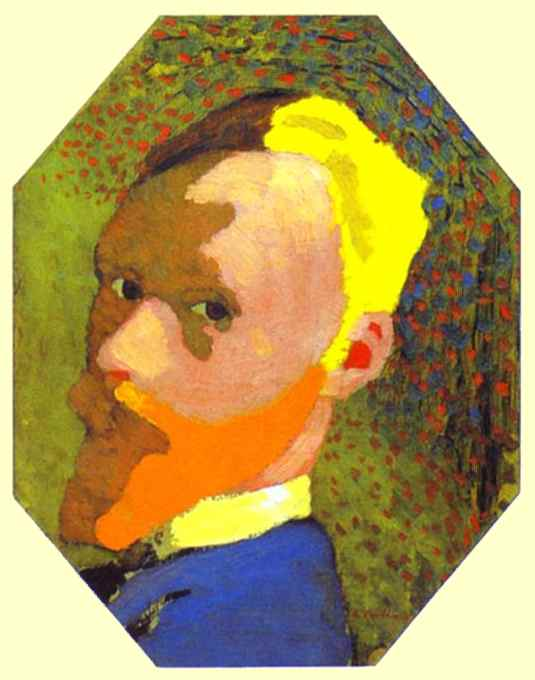
Autoritratto (1891)

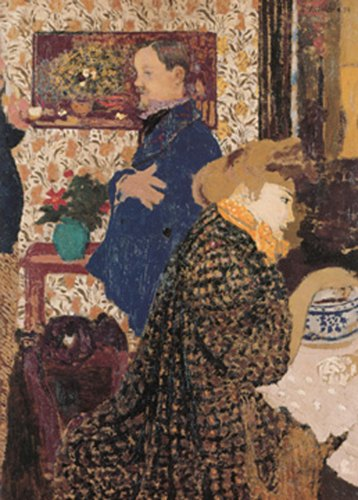
Vallotton e Misia nella sala da pranzo (1899)

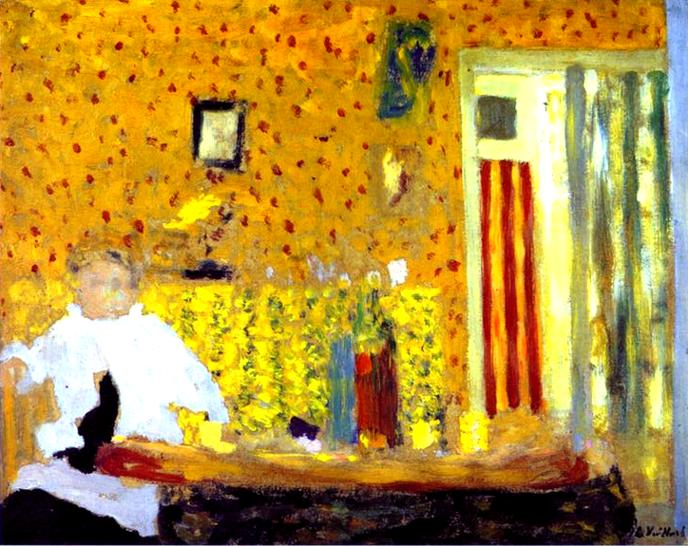
Dopo cena (1900) Musée d'Orsay

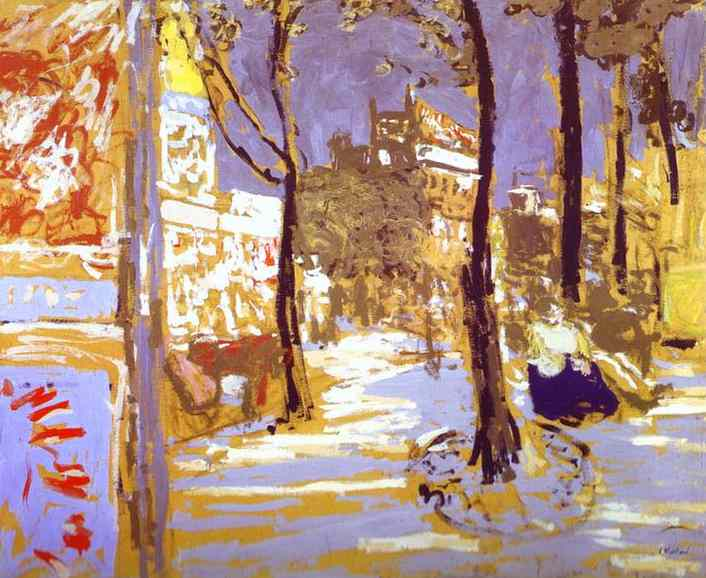
Le Boulevard des Battignolles (1910)

Édouard Vuillard (Cuiseaux, 11 novembre 1868 – La Baule, 21 giugno 1940) è stato un pittore francese.
Appartenne al movimento Nabi.

## Biografia
Vuillard, il minore di tre figli di un ex ufficiale delle truppe coloniali, crebbe a Parigi dove la famiglia si era trasferita. Entrò al Lycée Condorcet dove conobbe il musicista Pierre Hermant, lo scrittore Pierre Véber, il pittore Maurice Denis e Lugné-Poe con i quali strinse rapporti d'amicizia.  Nel 1885, lasciò il liceo per frequentare con il suo più caro amico Ker-Xavier Roussel lo studio del pittore Diogène Maillart (1840 – 1926) dove apprese i primi rudimenti della pittura.
Vuillard iniziò a frequentare il Louvre e si decise ben presto a seguire la carriera artistica, rompendo così la tradizione familiare che lo destinava alla carriera militare. 
Nel marzo del 1886, Vuillard entrò all'Académie Julian, avendo come professore Tony Robert-Fleury. Nel giugno del 1887, al terzo tentativo, fu ammesso all'École des Beaux-Arts. L'anno seguente, per sei settimane, Jean-Léon Gérôme sarà suo professore. Durante i suoi studi, Vuillard svilupperà una propensione per le nature morte e per gli interni domestici. Gli interessavano particolarmente gli artisti tedeschi del XVII secolo.
Nel 1889, Maurice Denis lo convinse ad unirsi ad un piccolo gruppo dissidente dell'Académie Julian, che realizzava delle opere improntate al simbolismo e alla spiritualità e che si era auto-proclamato "confraternita dei Nabis". Aderirono al gruppo i pittori Félix Vallotton, Pierre Bonnard, Paul Sérusier, Henri-Gabriel Ibels, Paul Ranson, Aristide Maillol, Jan Verkade, il poeta Cazalis e il musicista Pierre Hermant. Sérusier sviluppò nel gruppo nabi un amore per il metodo sintetista che verteva sulla memoria e l'immaginazione più che sull'osservazione diretta. Vuillard fu all'inizio riluttante all'idea che il pittore non dovesse cercare di riprodurre realisticamente quello che vedeva, ma finì, verso il 1890, per cimentarsi nelle sue prime opere sintetiste. Fu uno dei fondatori dell'Académie Ranson.
Nel 1893 eseguì con gli amici le scenografie per il Théâtre de l'Œuvre fondato dall'amico Lugné-Poe. Negli anni seguenti parteciperà al Salon des Indépendants e al Salon d'Automne del quale fu uno dei fondatori. Preparò pannelli decorativi per le case di alcuni dei suoi amici: Alexandre Natanson, Claude Anet e Vaquez. A Ginevra dipingerà decorazioni per il palazzo delle Società delle Nazioni, a Parigi per il Palais de Chaillot e per il foyer della Comédie des Champs Elysées. 
Nel 1940 Vuillard fu costretto a lasciare Parigi a seguito dell'avanzata tedesca e,  nel corso del viaggio, morì a La Baule.
Il suo corpo venne inumato nel Cimitero dei Batignolles, a Parigi.

## Opere
- Portrait de Lugné-Poe (1891)
- Autoportrait (1892)
- Intérieur, mère e sœur de l'artiste (1893)
- La fenêtre (1893)
- Les deux écoliers (1894)
- Une conversation (1897-1898)
- Deux femmes à table (1900-1904)
- Le déjeuner à Villeneuve-sur-Yonne (1902)
- L'entrée de la Villa  (1903)
- Femme se deshabillant (1903-1904)
- Enfants lisant o Enfants lisant, Jacques e Annette Roussel (1906)
- Madame Arthur Fontaine (1904-1905)
- Salle Gaveau (1914)
- Portrait de Madame Guerin (1916-1917)
- Feuillage (1918)
- Madame Vuillard cousant (1920)
- Matin dans le jardin à Vaucresson (1923-1937)
- Portrait de Pierre Bonnard (1930-1935)
- Portrait de Ker-Xavier Roussel (1930-1935)
- Annette Natanson au polichinelle

## Musei
Elenco dei musei che espongono opere dell'artista:
- Musée d'Art Moderne de la Ville de Paris
- Fondation Bemberg (Tolosa)
- Museo d'Orsay (Parigi)
- Museo d'arte moderna André Malraux (Le Havre)
- Museo di Belle Arti di Lione
- Tate Gallery (Londra)
- National Gallery di Londra
- Collezione Bührle di Zurigo
- Kunstmuseum di Winterthur
- Musée Oskar Reinhart "Am Römerholz" di Winterthur
- National Gallery of Art di Washington
- Fine Arts Museums di San Francisco
- The Art Institute di Chicago
- Metropolitan Museum di New York
- Museo dell'Ermitage di San Pietroburgo
- Jewish Museum di New York
- Guggenheim Museum di New York